# Château de Passavant
Le château de Passavant est un château situé à Passavant-sur-Layon, en France.

## Localisation
Le château est situé dans le département français de Maine-et-Loire, sur la commune de Passavant-sur-Layon.

## Description
Ce château a une superficie de 42 hectares.

## Histoire
Le château de Passavant a été construit au XIe siècle par Foulques Nerra, 3e comte d’Anjou (987 à 1040) et fondateur principal de cette grande province. Il fortifia tout l’Anjou à travers 27 châteaux et fortins dont le château fort de Passavant, marche sud de sa ligne de défense. Dominant la rivière du Layon, ce site exceptionnel, d’abord reconnu pour son intérêt stratégique et militaire, a développé, à travers les âges, une vocation viticole. 
Le château de Passavant fut remanié aux XIIIe, XIVe et XVe siècles puis brûlé à la Révolution.
C’est aujourd’hui la famille Falloux (famille d’Alfred de Falloux) possède la propriété.